# Faded (пісня Алана Вокера)
«Faded» - сингл норвезького ді-джея Алана Вокера. Вокалістом стала Ізелін Солхейм, сингл планувалося випустити 25 листопада 2015, але було відкладено до 3 грудня того ж року. Пісня стала дуже популярною, потрапивши в топ-10 у більшості країн, де вона потрапляла в чарти й очоливши чарти понад десятка країн. 
Уперше пісня була виконана 27 лютого 2016 в прямому ефірі на X Games Oslo 2016.
На кінець квітня 2021р., в всесвітньому відео хостингу youtube.com [Архівовано 19 березня 2020 у Wayback Machine.], Faded досяг 3 млрд. переглядів, а вподобайок 22 млн. Відео до ролика, знімали в столиці Естонії місті Таллін [Архівовано 25 січня 2021 у Wayback Machine.]. 

## Сертифікації
| Регіон | Сертифікація   | Продажі   |
| --- | -------------- | --------- |
| Аргентина (CAPIF) | Платиновий     | 20,000    |
| Австралія (ARIA) | 7× Платиновий  | 490 000   |
| Австрія (IFPI Austria) | 2× Платиновий  | 60 000    |
| Бельгія (BEA) | 2× Платиновий  | 40 000    |
| Канада (Music Canada) | 5× Платиновий  | 0         |
| Данія (IFPI Denmark) | 3× Платиновий  | 270 000   |
| Франція (SNEP) | Золотий        | 66 666    |
| Німеччина (BVMI) | Діамантовий    | 1,000,000 |
| Італія (FIMI) | 8× Платиновий  | 400 000   |
| Мексика (AMPROFON) | Золотий        | 30 000*   |
| Нідерланди (NVPI) | Платиновий     | 40 000    |
| Нова Зеландія (RIANZ) | 2× Платиновий  | 30 000*   |
| Норвегія (IFPI Norway) | 11× Платиновий | 440 000   |
| Польща (ZPAV) | 2× Діамантовий | 200 000   |
| Іспанія (PROMUSICAE) | 4× Платиновий  | 160,000   |
| Швеція (IFPI Sweden) | 13× Платиновий | 520 000   |
| Велика Британія (BPI) | 2× Платиновий  | 1 200 000 |
| США (RIAA) | 2× Платиновий  | 2 000 000 |
| *продажі, що базуються лише на сертифікаціях · ^відвантаження, що базуються лише на сертифікаціях · продажі+прослуховування, що базуються лише на сертифікаціях |                |           |